# Élections municipales de 2026 dans la Manche
Pour un article plus général, voir Élections municipales françaises de 2026.
Les élections municipales dans la Manche sont prévues en mars 2026. Cette page ne traite que les communes de 3 000 habitants et plus dans la Manche.

## Résultats à l'échelle du département

### Maires sortants et maires élus
| Commune                        | Population (en 2022) | Maire sortant(e)       | Parti | Parti | Maire élu(e) | Parti | Parti |
| ------------------------------ | -------------------- | ---------------------- | ----- | ----- | ------------ | ----- | ----- |
| Agneaux                        | 4 266                | Patrick Simon          |       | DVD   |              |       |       |
| Agon-Coutainville              | 3 013                | Christian Dutertre     |       | DVD   |              |       |       |
| Avranches                      | 10 225               | David Nicolas          |       | DVC   |              |       |       |
| Bourgvallées                   | 3 319                | Claude Javalet         |       | SE    |              |       |       |
| Bréhal                         | 3 480                | Daniel Lécureuil       |       | LR    |              |       |       |
| Bricquebec-en-Cotentin         | 5 888                | Denis Lefer            |       | SE    |              |       |       |
| Carentan-les-Marais            | 10 220               | Jean-Pierre Lhonneur   |       | LR    |              |       |       |
| Cherbourg-en-Cotentin          | 78 028               | Benoît Arrivé          |       | PS    |              |       |       |
| Condé-sur-Vire                 | 4 136                | Laurent Pien           |       | MoDem |              |       |       |
| Coutances                      | 8 372                | Jean-Dominique Bourdin |       | UDI   |              |       |       |
| Donville-les-Bains             | 3 133                | Gaëlle Fagnen          |       | SE    |              |       |       |
| Gouville-sur-Mer               | 3 266                | François Legras        |       | LR    |              |       |       |
| Granville                      | 12 799               | Gilles Ménard          |       | DVG   |              |       |       |
| La Hague                       | 11 444               | Manuela Mahier         |       | DVG   |              |       |       |
| La Haye                        | 3 986                | Alain Leclère          |       | SE    |              |       |       |
| Isigny-le-Buat                 | 3 187                | Jessie Orvain          |       | DVD   |              |       |       |
| Picauville                     | 3 222                | Marie-Hélène Perrotte  |       | SE    |              |       |       |
| Les Pieux                      | 3 266                | Catherine Bihel        |       | SE    |              |       |       |
| Pontorson                      | 4 319                | André-Jean Belloir     |       | DVD   |              |       |       |
| Quettreville-sur-Sienne        | 3 181                | Guy Geyelin            |       | DVD   |              |       |       |
| Saint-Hilaire-du-Harcouët      | 5 735                | Jacky Bouvet           |       | DVD   |              |       |       |
| Saint-James                    | 4 966                | David Juquin           |       | DVD   |              |       |       |
| Saint-Lô                       | 19 352               | Emmanuelle Lejeune     |       | DVC   |              |       |       |
| Saint-Pair-sur-Mer             | 4 372                | Annaïg Le Jossic       |       | DVD   |              |       |       |
| Saint-Sauveur-Villages         | 3 250                | Aurélie Gigan          |       | SE    |              |       |       |
| Sourdeval                      | 3 040                | Adrien Jehenne         |       | SE    |              |       |       |
| Torigny-les-Villes             | 4 441                | Mickaël Grandin        |       | DVC   |              |       |       |
| Valognes                       | 6 896                | Jacques Coquelin       |       | DVD   |              |       |       |
| Villedieu-les-Poêles-Rouffigny | 3 845                | Philippe Lemaître      |       | UDI   |              |       |       |

### Résultats en nombre de maires
| Partis       | Partis                               | Maires sortants | Maires élus | Évolution |
| ------------ | ------------------------------------ | --------------- | ----------- | --------- |
|              | Divers droite                        | 9               |             |           |
|              | Les Républicains                     | 3               |             |           |
| Total droite | Total droite                         | 12              |             |           |
|              | Divers centre                        | 3               |             |           |
|              | Mouvement démocrate                  | 2               |             |           |
|              | Union des démocrates et indépendants | 1               |             |           |
| Total centre | Total centre                         | 6               |             |           |
|              | Divers gauche                        | 2               |             |           |
|              | Parti socialiste                     | 1               |             |           |
| Total gauche | Total gauche                         | 3               |             |           |
|              | Sans étiquette                       | 8               |             |           |
| Total        | Total                                | 29              | 29          | -         |

## Résultats dans les communes de plus de 3 000 habitants

### Agneaux
- Maire sortant : Patrick Simon (DVD)
- 27 sièges à pourvoir au conseil municipal (population légale 2022 : 4 266 habitants)
- 4 sièges à pourvoir au conseil communautaire (Saint-Lô Agglo)

| Tête de liste | Tête de liste | Parti(s) | Nuance | Premier tour | Premier tour | Second tour | Second tour | Sièges | Sièges |
| Tête de liste | Tête de liste | Parti(s) | Nuance | Voix         | %            | Voix        | %           | CM     | CC     |
| ------------- | ------------- | -------- | ------ | ------------ | ------------ | ----------- | ----------- | ------ | ------ |

### Agon-Coutainville
- Maire sortant : Christian Dutertre (DVD)
- 23 sièges à pourvoir au conseil municipal (population légale 2022 : 3 013 habitants)
- 4 sièges à pourvoir au conseil communautaire (CC Coutances Mer et Bocage)

| Tête de liste | Tête de liste | Parti(s) | Nuance | Premier tour | Premier tour | Second tour | Second tour | Sièges | Sièges |
| Tête de liste | Tête de liste | Parti(s) | Nuance | Voix         | %            | Voix        | %           | CM     | CC     |
| ------------- | ------------- | -------- | ------ | ------------ | ------------ | ----------- | ----------- | ------ | ------ |

### Avranches
- Maire sortant : David Nicolas (DVC)
- 35 sièges à pourvoir au conseil municipal (population légale 2022 : 10 225 habitants)
- 10 sièges à pourvoir au conseil communautaire (CA Mont-Saint-Michel-Normandie)

| Tête de liste | Tête de liste | Parti(s) | Nuance | Premier tour | Premier tour | Second tour | Second tour | Sièges | Sièges |
| Tête de liste | Tête de liste | Parti(s) | Nuance | Voix         | %            | Voix        | %           | CM     | CC     |
| ------------- | ------------- | -------- | ------ | ------------ | ------------ | ----------- | ----------- | ------ | ------ |

### Bourgvallées
- Maire sortant : Claude Javalet (SE)
- 27 sièges à pourvoir au conseil municipal (population légale 2022 : 3 319 habitants)
- 3 sièges à pourvoir au conseil communautaire (Saint-Lô Agglo)

| Tête de liste | Tête de liste | Parti(s) | Nuance | Premier tour | Premier tour | Second tour | Second tour | Sièges | Sièges |
| Tête de liste | Tête de liste | Parti(s) | Nuance | Voix         | %            | Voix        | %           | CM     | CC     |
| ------------- | ------------- | -------- | ------ | ------------ | ------------ | ----------- | ----------- | ------ | ------ |

### Bréhal
- Maire sortant : Daniel Lécureuil (LR)
- 23 sièges à pourvoir au conseil municipal (population légale 2022 : 3 480 habitants)
- 4 sièges à pourvoir au conseil communautaire (CC de Granville, Terre et Mer)

| Tête de liste | Tête de liste | Parti(s) | Nuance | Premier tour | Premier tour | Second tour | Second tour | Sièges | Sièges |
| Tête de liste | Tête de liste | Parti(s) | Nuance | Voix         | %            | Voix        | %           | CM     | CC     |
| ------------- | ------------- | -------- | ------ | ------------ | ------------ | ----------- | ----------- | ------ | ------ |

### Bricquebec-en-Cotentin
- Maire sortant : Denis Lefer (SE)
- 33 sièges à pourvoir au conseil municipal (population légale 2022 : 5 888 habitants)
- 3 sièges à pourvoir au conseil communautaire (CA du Contentin)

| Tête de liste | Tête de liste | Parti(s) | Nuance | Premier tour | Premier tour | Second tour | Second tour | Sièges | Sièges |
| Tête de liste | Tête de liste | Parti(s) | Nuance | Voix         | %            | Voix        | %           | CM     | CC     |
| ------------- | ------------- | -------- | ------ | ------------ | ------------ | ----------- | ----------- | ------ | ------ |

### Carentan-les-Marais
- Maire sortant : Jean-Pierre Lhonneur (LR), ne se représente pas[2].
- 53 sièges à pourvoir au conseil municipal (population légale 2022 : 10 220 habitants)
- 16 sièges à pourvoir au conseil communautaire (CC de la Baie du Cotentin)

| Tête de liste            | Tête de liste   | Parti(s) | Nuance | Premier tour | Premier tour | Second tour | Second tour | Sièges | Sièges |
| Tête de liste            | Tête de liste   | Parti(s) | Nuance | Voix         | %            | Voix        | %           | CM     | CC     |
| ------------------------ | --------------- | -------- | ------ | ------------ | ------------ | ----------- | ----------- | ------ | ------ |
|                          | Rosine Lesieur, | DVD      |        |              |              |             |             |        |        |
|                          | Franck Simon    | RN       |        |              |              |             |             |        |        |
|                          |                 |          |        |              |              |             |             |        |        |
| Exprimés                 |                 |          |        |              |              |             |             |        |        |
| Votes blancs             |                 |          |        |              |              |             |             |        |        |
| Votes nuls               |                 |          |        |              |              |             |             |        |        |
| Total                    | Total           | Total    | Total  |              | 100          |             | 100         | 53     | 16     |
| Absentions               |                 |          |        |              |              |             |             |        |        |
| Inscrits / participation |                 |          |        |              |              |             |             |        |        |

### Cherbourg-en-Cotentin
- Maire sortant : Benoît Arrivé (PS)
- 55 sièges à pourvoir au conseil municipal (population légale 2022 : 78 028 habitants)
- 52 sièges à pourvoir au conseil communautaire (CA du Cotentin)

| Tête de liste | Tête de liste | Parti(s) | Nuance | Premier tour | Premier tour | Second tour | Second tour | Sièges | Sièges |
| Tête de liste | Tête de liste | Parti(s) | Nuance | Voix         | %            | Voix        | %           | CM     | CC     |
| ------------- | ------------- | -------- | ------ | ------------ | ------------ | ----------- | ----------- | ------ | ------ |

### Condé-sur-Vire
- Maire sortant : Laurent Pien (MoDem)
- 29 sièges à pourvoir au conseil municipal (population légale 2022 : 4 136 habitants)
- 4 sièges à pourvoir au conseil communautaire (Saint-Lô Agglo)

| Tête de liste | Tête de liste | Parti(s) | Nuance | Premier tour | Premier tour | Second tour | Second tour | Sièges | Sièges |
| Tête de liste | Tête de liste | Parti(s) | Nuance | Voix         | %            | Voix        | %           | CM     | CC     |
| ------------- | ------------- | -------- | ------ | ------------ | ------------ | ----------- | ----------- | ------ | ------ |

### Coutances
- Maire sortant : Jean-Dominique Bourdin (UDI)
- 29 sièges à pourvoir au conseil municipal (population légale 2022 : 8 372 habitants)
- 13 sièges à pourvoir au conseil communautaire (CC Coutances Mer et Bocage)

| Tête de liste | Tête de liste | Parti(s) | Nuance | Premier tour | Premier tour | Second tour | Second tour | Sièges | Sièges |
| Tête de liste | Tête de liste | Parti(s) | Nuance | Voix         | %            | Voix        | %           | CM     | CC     |
| ------------- | ------------- | -------- | ------ | ------------ | ------------ | ----------- | ----------- | ------ | ------ |

### Donville-les-Bains
- Maire sortante : Gaëlle Fagnen (SE)
- 23 sièges à pourvoir au conseil municipal (population légale 2022 : 3 133 habitants)
- 4 sièges à pourvoir au conseil communautaire (CC de Granville, Terre et Mer)

| Tête de liste            | Tête de liste  | Parti(s) | Nuance | Premier tour | Premier tour | Second tour | Second tour | Sièges | Sièges |
| Tête de liste            | Tête de liste  | Parti(s) | Nuance | Voix         | %            | Voix        | %           | CM     | CC     |
| ------------------------ | -------------- | -------- | ------ | ------------ | ------------ | ----------- | ----------- | ------ | ------ |
|                          | Gaëlle Fagnen, | SE       |        |              |              |             |             |        |        |
|                          |                |          |        |              |              |             |             |        |        |
| Exprimés                 |                |          |        |              |              |             |             |        |        |
| Votes blancs             |                |          |        |              |              |             |             |        |        |
| Votes nuls               |                |          |        |              |              |             |             |        |        |
| Total                    | Total          | Total    | Total  |              | 100          |             | 100         | 23     | 4      |
| Absentions               |                |          |        |              |              |             |             |        |        |
| Inscrits / participation |                |          |        |              |              |             |             |        |        |

### Gouville-sur-Mer
- Maire sortant : François Legras (LR)
- 29 sièges à pourvoir au conseil municipal (population légale 2022 : 3 266 habitants)
- 4 sièges à pourvoir au conseil communautaire (CC Coutances Mer et Bocage)

| Tête de liste            | Tête de liste    | Parti(s) | Nuance | Premier tour | Premier tour | Second tour | Second tour | Sièges | Sièges |
| Tête de liste            | Tête de liste    | Parti(s) | Nuance | Voix         | %            | Voix        | %           | CM     | CC     |
| ------------------------ | ---------------- | -------- | ------ | ------------ | ------------ | ----------- | ----------- | ------ | ------ |
|                          | François Legras, | LR       |        |              |              |             |             |        |        |
|                          |                  |          |        |              |              |             |             |        |        |
| Exprimés                 |                  |          |        |              |              |             |             |        |        |
| Votes blancs             |                  |          |        |              |              |             |             |        |        |
| Votes nuls               |                  |          |        |              |              |             |             |        |        |
| Total                    | Total            | Total    | Total  |              | 100          |             | 100         | 29     | 4      |
| Absentions               |                  |          |        |              |              |             |             |        |        |
| Inscrits / participation |                  |          |        |              |              |             |             |        |        |

### Granville
- Maire sortant : Gilles Ménard (DVG), ne se représente pas[2].
- 33 sièges à pourvoir au conseil municipal (population légale 2022 : 12 799 habitants)
- 17 sièges à pourvoir au conseil communautaire (CC de Granville, Terre et Mer)

| Tête de liste | Tête de liste | Parti(s) | Nuance | Premier tour | Premier tour | Second tour | Second tour | Sièges | Sièges |
| Tête de liste | Tête de liste | Parti(s) | Nuance | Voix         | %            | Voix        | %           | CM     | CC     |
| ------------- | ------------- | -------- | ------ | ------------ | ------------ | ----------- | ----------- | ------ | ------ |

### La Hague
- Maire sortante : Manuela Mahier (DVG)
- 69 sièges à pourvoir au conseil municipal (population légale 2022 : 11 444 habitants)
- 7 sièges à pourvoir au conseil communautaire (CA du Cotentin)

| Tête de liste | Tête de liste | Parti(s) | Nuance | Premier tour | Premier tour | Second tour | Second tour | Sièges | Sièges |
| Tête de liste | Tête de liste | Parti(s) | Nuance | Voix         | %            | Voix        | %           | CM     | CC     |
| ------------- | ------------- | -------- | ------ | ------------ | ------------ | ----------- | ----------- | ------ | ------ |

### La Haye
- Maire sortant : Alain Leclère (SE)
- 39 sièges à pourvoir au conseil municipal (population légale 2022 : 3 986 habitants)
- 9 sièges à pourvoir au conseil communautaire (CC Côte Ouest Centre Manche)

| Tête de liste | Tête de liste | Parti(s) | Nuance | Premier tour | Premier tour | Second tour | Second tour | Sièges | Sièges |
| Tête de liste | Tête de liste | Parti(s) | Nuance | Voix         | %            | Voix        | %           | CM     | CC     |
| ------------- | ------------- | -------- | ------ | ------------ | ------------ | ----------- | ----------- | ------ | ------ |

### Isigny-le-Buat
- Maire sortante : Jessie Orvain (DVD)
- 23 sièges à pourvoir au conseil municipal (population légale 2022 : 3 187 habitants)
- 3 sièges à pourvoir au conseil communautaire (CA Mont-Saint-Michel-Normandie)

| Tête de liste | Tête de liste | Parti(s) | Nuance | Premier tour | Premier tour | Second tour | Second tour | Sièges | Sièges |
| Tête de liste | Tête de liste | Parti(s) | Nuance | Voix         | %            | Voix        | %           | CM     | CC     |
| ------------- | ------------- | -------- | ------ | ------------ | ------------ | ----------- | ----------- | ------ | ------ |

### Picauville
- Maire sortante : Marie-Hélène Perrotte (SE)
- 27 sièges à pourvoir au conseil municipal (population légale 2022 : 3 222 habitants)
- 5 sièges à pourvoir au conseil communautaire (CC de la Baie du Cotentin)

| Tête de liste | Tête de liste | Parti(s) | Nuance | Premier tour | Premier tour | Second tour | Second tour | Sièges | Sièges |
| Tête de liste | Tête de liste | Parti(s) | Nuance | Voix         | %            | Voix        | %           | CM     | CC     |
| ------------- | ------------- | -------- | ------ | ------------ | ------------ | ----------- | ----------- | ------ | ------ |

### Les Pieux
- Maire sortante : Catherine Bihel (SE)
- 23 sièges à pourvoir au conseil municipal (population légale 2022 : 3 266 habitants)
- 2 sièges à pourvoir au conseil communautaire (CA du Cotentin)

| Tête de liste | Tête de liste | Parti(s) | Nuance | Premier tour | Premier tour | Second tour | Second tour | Sièges | Sièges |
| Tête de liste | Tête de liste | Parti(s) | Nuance | Voix         | %            | Voix        | %           | CM     | CC     |
| ------------- | ------------- | -------- | ------ | ------------ | ------------ | ----------- | ----------- | ------ | ------ |

### Pontorson
- Maire sortant : André-Jean Belloir (DVD)
- 29 sièges à pourvoir au conseil municipal (population légale 2022 : 4 319 habitants)
- 4 sièges à pourvoir au conseil communautaire (CA Mont-Saint-Michel-Normandie)

| Tête de liste | Tête de liste | Parti(s) | Nuance | Premier tour | Premier tour | Second tour | Second tour | Sièges | Sièges |
| Tête de liste | Tête de liste | Parti(s) | Nuance | Voix         | %            | Voix        | %           | CM     | CC     |
| ------------- | ------------- | -------- | ------ | ------------ | ------------ | ----------- | ----------- | ------ | ------ |

### Quettreville-sur-Sienne
- Maire sortant : Guy Geyelin (DVD)
- 27 sièges à pourvoir au conseil municipal (population légale 2022 : 3 181 habitants)
- 5 sièges à pourvoir au conseil communautaire (CC Coutances Mer et Bocage)

| Tête de liste | Tête de liste | Parti(s) | Nuance | Premier tour | Premier tour | Second tour | Second tour | Sièges | Sièges |
| Tête de liste | Tête de liste | Parti(s) | Nuance | Voix         | %            | Voix        | %           | CM     | CC     |
| ------------- | ------------- | -------- | ------ | ------------ | ------------ | ----------- | ----------- | ------ | ------ |

### Saint-Hilaire-du-Harcouët
- Maire sortant : Jacky Bouvet (DVD), ne se représente pas[2].
- 33 sièges à pourvoir au conseil municipal (population légale 2022 : 5 735 habitants)
- 6 sièges à pourvoir au conseil communautaire (CA Mont-Saint-Michel-Normandie)

| Tête de liste | Tête de liste | Parti(s) | Nuance | Premier tour | Premier tour | Second tour | Second tour | Sièges | Sièges |
| Tête de liste | Tête de liste | Parti(s) | Nuance | Voix         | %            | Voix        | %           | CM     | CC     |
| ------------- | ------------- | -------- | ------ | ------------ | ------------ | ----------- | ----------- | ------ | ------ |

### Saint-James
- Maire sortant : David Juquin (DVD)
- 31 sièges à pourvoir au conseil municipal (population légale 2022 : 4 966 habitants)
- 5 sièges à pourvoir au conseil communautaire (CA Mont-Saint-Michel-Normandie)

| Tête de liste            | Tête de liste | Parti(s) | Nuance | Premier tour | Premier tour | Second tour | Second tour | Sièges | Sièges |
| Tête de liste            | Tête de liste | Parti(s) | Nuance | Voix         | %            | Voix        | %           | CM     | CC     |
| ------------------------ | ------------- | -------- | ------ | ------------ | ------------ | ----------- | ----------- | ------ | ------ |
|                          | David Juquin, | DVD      |        |              |              |             |             |        |        |
|                          |               |          |        |              |              |             |             |        |        |
| Exprimés                 |               |          |        |              |              |             |             |        |        |
| Votes blancs             |               |          |        |              |              |             |             |        |        |
| Votes nuls               |               |          |        |              |              |             |             |        |        |
| Total                    | Total         | Total    | Total  |              | 100          |             | 100         | 31     | 5      |
| Absentions               |               |          |        |              |              |             |             |        |        |
| Inscrits / participation |               |          |        |              |              |             |             |        |        |

### Saint-Lô
- Maire sortante : Emmanuelle Lejeune (DVC)
- 33 sièges à pourvoir au conseil municipal (population légale 2022 : 19 352 habitants)
- 21 sièges à pourvoir au conseil communautaire (Saint-Lô Agglo)

| Tête de liste | Tête de liste | Parti(s) | Nuance | Premier tour | Premier tour | Second tour | Second tour | Sièges | Sièges |
| Tête de liste | Tête de liste | Parti(s) | Nuance | Voix         | %            | Voix        | %           | CM     | CC     |
| ------------- | ------------- | -------- | ------ | ------------ | ------------ | ----------- | ----------- | ------ | ------ |

### Saint-Pair-sur-Mer
- Maire sortante : Annaïg Le Jossic (DVD)
- 27 sièges à pourvoir au conseil municipal (population légale 2022 : 4 372 habitants)
- 5 sièges à pourvoir au conseil communautaire (CC de Granville, Terre et Mer)

| Tête de liste | Tête de liste | Parti(s) | Nuance | Premier tour | Premier tour | Second tour | Second tour | Sièges | Sièges |
| Tête de liste | Tête de liste | Parti(s) | Nuance | Voix         | %            | Voix        | %           | CM     | CC     |
| ------------- | ------------- | -------- | ------ | ------------ | ------------ | ----------- | ----------- | ------ | ------ |

### Saint-Sauveur-Villages
- Maire sortante : Aurélie Gigan (SE)
- 29 sièges à pourvoir au conseil municipal (population légale 2022 : 3 250 habitants)
- 5 sièges à pourvoir au conseil communautaire (CC Coutances Mer et Bocage)

| Tête de liste | Tête de liste | Parti(s) | Nuance | Premier tour | Premier tour | Second tour | Second tour | Sièges | Sièges |
| Tête de liste | Tête de liste | Parti(s) | Nuance | Voix         | %            | Voix        | %           | CM     | CC     |
| ------------- | ------------- | -------- | ------ | ------------ | ------------ | ----------- | ----------- | ------ | ------ |

### Sourdeval
- Maire sortant : Adrien Jehenne (SE)
- 27 sièges à pourvoir au conseil municipal (population légale 2022 : 3 040 habitants)
- 3 sièges à pourvoir au conseil communautaire (CA Mont-Saint-Michel-Normandie)

| Tête de liste            | Tête de liste   | Parti(s) | Nuance | Premier tour | Premier tour | Second tour | Second tour | Sièges | Sièges |
| Tête de liste            | Tête de liste   | Parti(s) | Nuance | Voix         | %            | Voix        | %           | CM     | CC     |
| ------------------------ | --------------- | -------- | ------ | ------------ | ------------ | ----------- | ----------- | ------ | ------ |
|                          | Adrien Jehenne, | SE       |        |              |              |             |             |        |        |
|                          |                 |          |        |              |              |             |             |        |        |
| Exprimés                 |                 |          |        |              |              |             |             |        |        |
| Votes blancs             |                 |          |        |              |              |             |             |        |        |
| Votes nuls               |                 |          |        |              |              |             |             |        |        |
| Total                    | Total           | Total    | Total  |              | 100          |             | 100         | 27     | 3      |
| Absentions               |                 |          |        |              |              |             |             |        |        |
| Inscrits / participation |                 |          |        |              |              |             |             |        |        |

### Torigny-les-Villes
- Maire sortant : Mickaël Grandin (DVC)
- 29 sièges à pourvoir au conseil municipal (population légale 2022 : 4 441 habitants)
- 4 sièges à pourvoir au conseil communautaire (Saint-Lô Agglo)

| Tête de liste | Tête de liste | Parti(s) | Nuance | Premier tour | Premier tour | Second tour | Second tour | Sièges | Sièges |
| Tête de liste | Tête de liste | Parti(s) | Nuance | Voix         | %            | Voix        | %           | CM     | CC     |
| ------------- | ------------- | -------- | ------ | ------------ | ------------ | ----------- | ----------- | ------ | ------ |

### Valognes
- Maire sortant : Jacques Coquelin (DVD)
- 29 sièges à pourvoir au conseil municipal (population légale 2022 : 6 896 habitants)
- 4 sièges à pourvoir au conseil communautaire (CA du Cotentin)

| Tête de liste            | Tête de liste     | Parti(s) | Nuance | Premier tour | Premier tour | Second tour | Second tour | Sièges | Sièges |
| Tête de liste            | Tête de liste     | Parti(s) | Nuance | Voix         | %            | Voix        | %           | CM     | CC     |
| ------------------------ | ----------------- | -------- | ------ | ------------ | ------------ | ----------- | ----------- | ------ | ------ |
|                          | Jacques Coquelin, | DVD      |        |              |              |             |             |        |        |
|                          |                   |          |        |              |              |             |             |        |        |
| Exprimés                 |                   |          |        |              |              |             |             |        |        |
| Votes blancs             |                   |          |        |              |              |             |             |        |        |
| Votes nuls               |                   |          |        |              |              |             |             |        |        |
| Total                    | Total             | Total    | Total  |              | 100          |             | 100         | 29     | 4      |
| Absentions               |                   |          |        |              |              |             |             |        |        |
| Inscrits / participation |                   |          |        |              |              |             |             |        |        |

### Villedieu-les-Poêles-Rouffigny
- Maire sortant : Philippe Lemaître (UDI)
- 29 sièges à pourvoir au conseil municipal (population légale 2022 : 3 845 habitants)
- 11 sièges à pourvoir au conseil communautaire (Villedieu Intercom)

| Tête de liste | Tête de liste | Parti(s) | Nuance | Premier tour | Premier tour | Second tour | Second tour | Sièges | Sièges |
| Tête de liste | Tête de liste | Parti(s) | Nuance | Voix         | %            | Voix        | %           | CM     | CC     |
| ------------- | ------------- | -------- | ------ | ------------ | ------------ | ----------- | ----------- | ------ | ------ |